# Dolma lányai
A Dolma lányai (angolul: Daughters of Dolma) egy 2013-ban bemutatott angol–nepáli–magyar koprodukcióban készült dokumentumfilm, amelyet Miklós Ádám rendezett. A film a nepáli Katmandu-völgyben élő buddhista szerzetesnők életét mutatja be, különös tekintettel arra, hogyan egyesítik a hagyományos kolostori életformát a modern világ kihívásaival.

## Történet
A dokumentumfilm betekintést nyújt a nepáli buddhista szerzetesnők mindennapjaiba, akik a hagyományos vallási életformát követve élnek Katmanduban. A film különös figyelmet fordít arra, hogyan próbálják megőrizni spirituális értékeiket, miközben szembesülnek a modernizáció, a technológiai fejlődés és a társadalmi változások kihívásaival. A szerzetesnők különböző háttérrel rendelkeznek, de közös bennük az elkötelezettség a buddhista tanítások iránt, valamint az a törekvés, hogy megtalálják helyüket a gyorsan változó világban.

## Cím jelentése
A film címe, Dolma, a tibeti buddhizmusban Tárá istenség tibeti neve, aki a könyörületesség és a megmentés szimbóluma. A név választása utal a filmben bemutatott szerzetesnők spirituális elkötelezettségére és arra a szerepre, amelyet közösségeikben betöltenek.

## Stáb
- Rendező: Miklós Ádám
- Forgatókönyvíró: Miklós Ádám, Alex Co
- Producer: Alex Co
- Társproducer: Száki Adrián, Szekeres Dénes, Szekeres Péter, Ferenczy Gábor, Tóth András
- Gyártásvezető: Száki Adrián
- Vágó: Miklós Ádám
- Zeneszerző: Robin Buitendjik[3][2]

### Fogadtatás
A Dolma lányai pozitív kritikai fogadtatásban részesült. A Magyar Narancs kiemelte a film érzékeny megközelítését és a női szerzetesek életének hiteles bemutatását. A kritika szerint a film sikeresen tárja fel a hagyomány és modernitás közötti feszültséget, valamint a nemi szerepek változását a buddhista közösségekben.